# Apsorpcija (astronomija)
U astronomiji, ekstinkcija je apsorpcija i rasipanje elektromagnetne radijacije pomoću prašine i gasa između emitujućeg astronomskog objekta i posmatrača. Međuzvezdna apsorpcija je prvi put bila dokumentovana kao takva 1930. godine u radu Roberta Juliusa Trumplera. Međutim, njene efekte je 1847. primetio i Fridrih Struve, a njen uticaj na boje zvezda primetile su brojne osobe koje to nisu povezale sa opštim prisustvom galaktičke prašine. Za zvezde koje leže u blizini ravni Mlečnog puta i nalaze se na nekoliko hiljada parseksa od Zemlje, ekstinkcija u vizuelnom opsegu frekvencija (fotometrijski sistem) je reda veličine od oko 1,8 magnituda po kiloparseku.
Za posmatrače na Zemlji, apsorpcija nastaje usled međuzvezdanog medijuma (engl. interstellar medium - ISM) i usled Zemljine atmosfere; ona takođe može nastati zgog obodne prašine oko posmatranog predmeta. Snažna apsorpcija u zemljinoj atmosferi nekih regiona talasnih dužina (kao što su rendgenski, ultraljubičasti i infracrveni) prevazilazi se korišćenjem svemirskih opservatorija. S obzirom da je plava svetlost znatno više oslabljena od crvene svetlosti, ekstinkcija uzrokuje da se predmeti izgledaju crvenije nego što se očekivalo, što je fenomen nazvan međuzvezdano crvenilo.

## Generalne karakteristike
Međuzvezdano zacrvenjivanja nastaje zato što međuzvezdana prašina apsorbuje i raspršuje talase plave svetlosti više od talasa crvene svetlosti, čineći zvezde crvenijim nego što jesu. To je slično efektu primećenom kada čestice prašine u atmosferi Zemlje doprinose crvenim zalascima sunca.
U širem smislu, međuzvezdana apsorpcija je najjača na kratkim talasnim dužinama, što se generalno primećuje korišćenjem tehnika iz spektroskopije. Apsorpcija rezultira promenom oblika posmatranog spektra. Nadopunjene na ovom opštem obliku su apsorpcione karakteristike (opsezi talasnih dužina u kojima je intenzitet smanjen) koje imaju različito poreklo i mogu dati indikacije o hemijskom sastavu međuzvezdanog materijala, npr. o zrnima prašine. Poznate karakteristike apsorpcije uključuju ispupčenje na 2175 Å, difuzne međuzvezdne pojase, svojstvo vodenog leda na 3,1 μm i karakteristike silikata na 10 i 18 μm.
U solarnom okruženju, brzina međuzvezdane apsorpcije u Džonson-Kazinovom V-opsegu (vizuelni filter) u proseku na talasnoj dužini od 540 nm obično se uzima da je 0,7–1,0 mag/kpc - to je naprosto prosek zbog grudvanja međuzvezdane prašine. Međutim, generalno to znači da će zvezdani sjaj biti redukovan za faktor od oko 2 u V-opsegu gledano sa dobre noćne nebeske tačke na zemlji za svaki kiloparsek (3.260 svetlosnih godina) udaljenosti od nas.
Količina apsorpcije može biti značajno veća od ove u određenim pravcima. Na primer, neki regioni galaktičkog centra zasuti su očiglednom intervenirajućom tamnom prašinom iz naše ruke spirale (a možda i drugih) i sami u izbočini guste materije, izazivaju čak 30 magnituda optičke apsorpcije, što znači da manje od jednog optičkog protona od 1012 prolazi. To rezultira u takozvanoj zoni izbegavanja, gde je naš pogled na vangalaktičko nebo ozbiljno ometen, i pozadinske galaksije, poput Dvingla 1, tek su nedavno otkrivene putem radio i infracrvenih opažanja.
Opšti oblik krive apsorpcije od ultraljubičaste do blisko-infracrvene radijacije (0,125 do 3,5 µm) (crtanje apsorpcije u magnitudi u odnosu na talasnu dužinu, često u invertnom obliku) gledajući sa naše tačke gledišta na druge objekte u Mlečnom putu, prilično je dobro okarakterisan samostalni parametar relativne vidljivosti (takve vidljive svetlosti) R(V) (koji je različit po različitim linijama gledanja), mada postoje poznata odstupanja od ove karakterizacije. Proširenje zakona apsorpcije u srednji infracrveni talasni opseg je teško zbog nedostatka pogodnih ciljeva i raznih doprinosa apsorpcionim karakteristikama.
R(V) upoređuje agregatne i pojedinačne apsorpcije. To je A(V)/E(B−V). Drugim rečima, to je ukupna apsorpcija, A(V) podeljena sa selektivnom ukupnom apsorpcijom (A(B)-A(V)) tih talasnih dužina (opsega). A(B) i A(V) su potpuna apsorpcija u B i V opsezima filtra. Druga mera koja se koristi u literaturi je apsolutna apsorpcija A(λ)/A(V) na talasnoj dužini λ, kojom se upoređuje ukupna apsorpcija na toj talasnoj dužini sa onom na V opsegu.
Zna se da je R(V) korelisano sa prosečnom veličinom zrna prašine koja izazivaju apsorpciju. Za našu galaksiju, Mlečni put, tipična vrednost za R(V) je 3,1, ali je ustanovljeno da znatno varira u različitim vidnim linijama. Kao rezultat, pri računanju kosmičkih rastojanja može da bude korisno da se pređe na podatke o zvezdi iz blisko infacrvenog opsega (za koje je filter ili propusni opseg Ks sasvim standardan) gde su varijacije i količina apsorpcije znatno manji, a postoje slični odnosi kao R(Ks): 0,49±0,02 i 0,528±0,015. Ta dva modernija nalaza značajno se razlikuju u odnosu na uobičajenu istorijsku vrednost ≈0,7.
Odnos između ukupne apsorpcije, A(V) (mereno u magnitudama) i gustine stuba neutralnog atoma vodonika,  (obično mereno u −2), pokazuje kako su povezani gas i prašina u međuzvezdnom mediju. Iz studija koje su koristile ultraljubičastu spektroskopiju pocrvenelih zvezda i oreole rendgenskih rasipanja u Mlečnom putu, Predehl i Šmit su utvrdili da je odnos između NH i A(V) približno:
{\displaystyle {\frac {N_{H}}{A(V)}}\approx 1.8\times 10^{21}~{\mbox{atoma}}~{\mbox{cm}}^{-2}~{\mbox{mag}}^{-1}}
(pogledajte takođe:).
Astronomi su odredili trodimenzionalnu distribuciju apsorpcije u „solarnom krugu” (našem regionu naše galaksije), koristeći vidljiva i blisko infracrvena zvezdana posmatranja i model distribucije zvezda. Prašina koja uzrokuje apsorpciju uglavnom leži duž spiralnih krakova, kao što je to opaženo u drugim spiralnim galaksijama.

## Literatura
- Binney, J. & Merrifield, M. (1998). Galactic Astronomy. Princeton: Princeton University Press. ISBN 978-0-691-00402-0.
- Howarth, I. D. (1983). „LMC and galactic extinction”. Monthly Notices of the Royal Astronomical Society. 203 (2): 301—304. Bibcode:1983MNRAS.203..301H. doi:10.1093/mnras/203.2.301.
- King, D. L. (1985). „Atmospheric Extinction at the Roque de los Muchachos Observatory, La Palma”. RGO/La Palma Technical Note. 31.
- McCall, M. L. (2004). "On Determining Extinction from Reddening". The Astronomical Journal. 128: 2144–2169. http://adsabs.harvard.edu/abs/2004AJ....128.2144M
- Rouleau, F.; Henning, T.; Stognienko, R. (1997). „Constraints on the properties of the 2175Å interstellar feature carrier”. Astronomy and Astrophysics. 322: 633—645. Bibcode:1997A&A...322..633R. arXiv:astro-ph/9611203 .